# Pluton łącznikowy nr 10

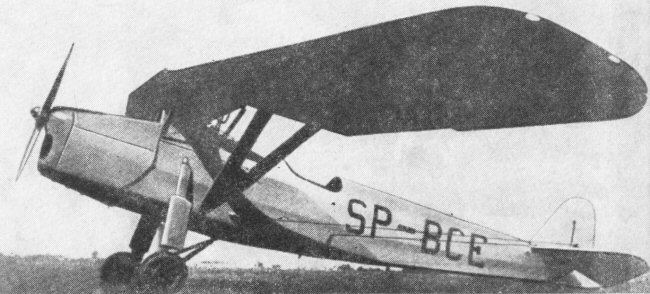
RWD-8 - samolot łącznikowy

Pluton łącznikowy nr 10 – pododdział lotnictwa łącznikowego Wojska Polskiego w II Rzeczypospolitej.
Pluton nie występował w organizacji pokojowej wojska. Był jednostką formowaną na podstawie planu mobilizacyjnego „W”, w I rzucie mobilizacji powszechnej. Jednostką mobilizującą był 5 pułk lotniczy w Lidzie.
Pluton został sformowany w dniu 31 sierpnia 1939, a następnego dnia przebazowany z Lidy na lotnisko Lublinek i podporządkowany dowódcy Armii „Łódź”.
Pododdział został zorganizowany według „etatu” L.3085/mob.org. – organizacja wojenna plutonu łącznikowego o stanie 14 żołnierzy, w tym 1 oficera, 6 podoficerów i 7 szeregowców. Na wyposażeniu plutonu znajdowały się trzy samoloty szkolne RWD-8.
Dowódcą plutonu był podporucznik rezerwy pilot Bohdan Arct, a pilotami kaprale: Henryk Dukalski i Afons Knapik.
2 września 1939 roku oddziały Wojska Polskiego zestrzeliły samolot RWD-8 pilotowany przez kaprala Dukalskiego, który został ranny i skierowany na leczenie do szpitala w Łodzi.
Od 3 do 6 września pluton wykonał kilka lotów. Rzut naziemny stacjonował wówczas w Skierniewicach. 6 września 1939 roku podporucznik Arct wykonał lot do Warszawy. W dniach 7-9 września wymieniony oficer wykonywał loty na rzecz Naczelnego Dowództwa. 10 września w rejonie Bielska Podlaskiego pilotowany przez niego samolot został ostrzelany i rozbity podczas przymusowego lądowania. W międzyczasie dowódca lotnictwa i OPL Armii „Łódź”, pułkownik Wacław Iwaszkiewicz skierował rzut kołowy plutonu na lotnisko Marianów koło Łukowa, gdzie został włączony w skład 55 samodzielnej eskadry bombowej.